# Starkov pojav
Starkov pojav je fizikalni pojav, ki se kaže v premiku in cepitvi spektralnih črt atomov in molekul v zunanjem električnem polju. Podoben je Zeemanovemu pojavu, ki pa kaže cepitev spektralnih črt v magnetnem polju. Starkov pojav se od Zeemanovega razlikuje še v tem, da cepitev ni simetrična kot pri Zeemanovem pojavu. Starkov pojav se opaža tudi kot posledica notranjega električnega polja sosednjih atomov ali molekul v plinu, tekočini ali trdi snovi. Najlažje se opazuje v spektrih vodika in helija pri sevanju, ki nastane zaradi močnega električnega polja pri razelektritvah na katodah. Pri svetlobi, ki jo opazujemo pravokotno na električno polje opazimo, da je svetloba linearno polarizirana.
Imenuje se po nemškem fiziku Johannesu Starku (1874–1957), ki ga je odkril leta 1913. V istem letu ga je neodvisno odkril tudi italijanski fizik Antonino Lo Surdo (1880–1949). Zaradi tega ga v Italiji imenujejo tudi Stark–Lo Surdov pojav.
Stark je leta 1919 za odkritje dobil Nobelovo nagrado.

## Fizikalne osnove Starkovega pojava
Pojav se lahko opazuje v več oblikah:
- linearni Starkov pojav
- kvadratni Starkov pojav
- Starkov pojav v izmeničnem električnem polju (dinamični Starkov pojav)

### Linearni Starkov pojav
Energija dipolnega momenta v električnem polju je sorazmerna z jakostjo električnega polja
{\displaystyle U_{dip}=-{\vec {p}}\cdot {\vec {E}}}
V električnem polju pride do cepitve energijskih nivojev.

### Kvadratni Starkov pojav
Premik energijskih nivojev pri kvadratnem Starkovem pojavi je sorazmeren s kvadratom jakosti električnega polja {\displaystyle E\,}. Električno polje inducira električni dipolni moment enak {\displaystyle {\vec {p}}({\vec {E}})=\alpha {\vec {E}}}, ki ima v električnem polju energijo 
{\displaystyle U_{el}=-\int _{0}^{|{\vec {E}}|}{\vec {p}}({\vec {E}})\cdot \mathrm {d} {\vec {E}}=-{\frac {1}{2}}\alpha {\vec {E}}^{2}}
kjer je 
- {\displaystyle \alpha \,} polarizabilnost

Ta energija se doda energiji energetskih nivojem prostege atoma. 
Pojav je bil pojasnjen šele leta 1927. Kaže se v cepitvi energijskih nivojev z glavnim kvantnim številom {\displaystyle n\,} in tirnim kvantnim številom {\displaystyle l\,} na {\displaystyle l+1\,} nivojev. Najbolj se premaknejo energijski nivoji, ki imajo magnetno kvantno število enako {\displaystyle m=0\,}, najmanj pa tisti z {\displaystyle m=1\,}.
Linearni Starkov pojav je opazen pri vseh vrstah atomov.

### Starkov pojav v izmeničnem električnem polju (dinamični Starkov pojav)
Dinamični Starkov pojav se opaža kot posledica spremenljivega zunanjega električnega polja (primer: svetloba). Pri večjih intenzivnostih svetlobe cepitve ne moremo več razložiti z linearnim ali kvadratnim Starkovim pojevom.

## Uporaba
Starkov pojav ni posebno pomemben za določanje spektrov atomov, pomembnejši je pri raziskovanju molekularnih rotacijskih spektrov.